# Полтавка (річка)
Полта́вка — річка в Краматорському районі Донецької області, права притока річки Казенний Торець басейн Сіверського Дінця.
Краєзнавці припускають, що таку назву вона отримала від першопоселенців на її берегах, вихідців з Полтавщини.
Перша документальна згадка назви річки 1782 рік.

## Опис
Довжина річки 22 км, похил — 3,9 м/км. Формується з декількох безіменних струмків та 13 водойм. Площа басейну 147 км².

## Розташування
Полтавка бере початок з водойми в селі Нова Полтавка. Тече на північний захід через села Полтавка, Новопавлівка та Павлівка. На південному заході від села Приют впадає в річку Казенний Торець, ліву притоку Сіверського Дінця.